# Eino Mäkinen
Eino Matias Mäkinen (Kuru, 13 giugno 1926 – Tampere, 13 agosto 2014) è stato un sollevatore finlandese.

## Biografia
Ha partecipato a quattro edizioni delle Olimpiadi (1952, 1956, 1960 e 1964) raggiungendo come migliori risultati due quinti posti a Melbourne nel 1956 e a Roma nel 1960, nove edizioni dei mondiali (dal 1953 al 1963) vincendo due medaglie di bronzo nel 1955 e 1961, e si aggiudicò cinque medaglie ai campionati europei, tra le quali quella d'oro nel 1955.